# Adam Gawlas
Adam Gawlas (Třinec, 18 februari 2002) is een Tsjechische dartsspeler die momenteel uitkomt voor de PDC. Hij haalde zijn tourkaart voor 2021/2022 door op de European Q-School of Merit 2021 als vijfde te eindigen.

## Carrière
Op het PDC World Youth Championship 2019 speelde Gawlas de finale. Hij verloor met 0-6 van Luke Humphries.
In september 2021 vormde hij met Karel Sedláček het Tsjechische koppel op de World Cup of Darts. Ondanks een gezamenlijk gemiddelde van 103.47 verloren ze in de eerste ronde van het Poolse tweetal, bestaande uit Krzysztof Ratajski en Krzysztof Kciuk, met 2-5 in legs. Tijdens de editie van 2022 verloor het Tsjechische tweetal in de eerste ronde met 1-5 van James Wade en Michael Smith uit Engeland.
In 2023 bereikte hij voor het eerst een halve finale op een hoofdtoernooi van de PDC, het UK Open, waarmee hij de eerste Tsjech werd die dit wist te bewerkstelligen. Hij versloeg Mario Vandenbogaerde, Luke Littler, Kevin Doets, William O'Connor en Rob Cross, waarna hij in de halve finale met 6-11 werd uitgeschakeld door Andrew Gilding.
Op 11 juni 2023 won Gawlas Development Tour 15 door in de finale met 5-4 langs Dylan Slevin te gaan. Daarmee werd hij de eerste Tsjech met een PDC-titel op zijn naam.

## Resultaten op Wereldkampioenschappen

### PDC World Youth Championship
- 2019: Runner-up (verloren van Luke Humphries met 0-6)
- 2020: Laatste 32 (verloren van Niels Zonneveld met 1-6)
- 2021: Kwartfinale (verloren van Nathan Rafferty met 4-5)
- 2022: Groepsfase (gewonnen van Keita Ichikawa met 5-0, verloren van Lewis Gurney met 3-5)
- 2023: Groepsfase (gewonnen van Keelan Kay met 5-3, verloren van Viktor Tingström met 3-5)
- 2024: Kwartfinale (verloren van Jurjen van der Velde met 5-6)

### PDC
- 2023: Laatste 64 (verloren van Ryan Searle met 0-3)